# 도가와 미치야스

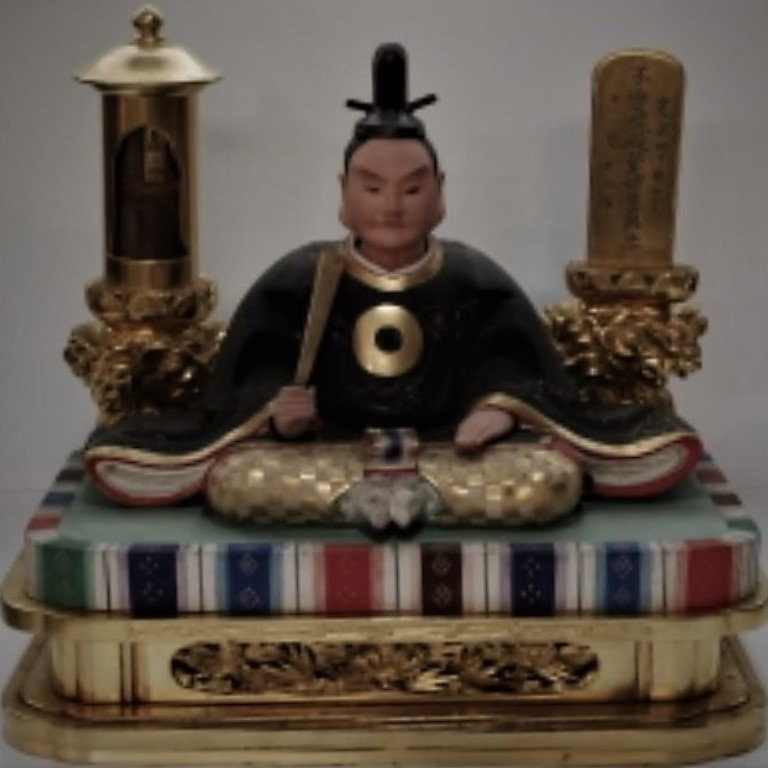
도가와 미치야스

도가와 미치야스(일본어: 戸川達安, 1567년 ~ 1628년 1월 31일)는 아즈치모모야마 시대부터 에도 시대에 걸친 무장, 다이묘이다. 본래는 비젠 우키타씨의 가신이었으며 후에 빗추 니와세 번 초대 번주가 된다.
| 전임 도가와 히데야스 | 제2대 도가와가 당주 1586년 ~ 1628년 | 후임 도가와 마사야스 |

|  | 제1대 니와세 번 번주 (도가와가) 1600년 ~ 1628년 | 후임 도가와 마사야스 |